# Luzonoszczur
Luzonoszczur (Carpomys) – rodzaj ssaków z podrodziny myszy (Murinae) w obrębie rodziny myszowatych (Muridae).

## Rozmieszczenie geograficzne
Rodzaj obejmuje gatunki występujące endemicznie na filipińskiej wyspie Luzon.

## Morfologia
Długość ciała (bez ogona) 166–184 mm, długość ogona 156–183 mm, długość ucha 19–20 mm, długość tylnej stopy 31–34 mm; masa ciała około 123–165 g.

## Systematyka
Rodzaj zdefiniował w 1895 roku angielski zoolog Oldfield Thomas w artykule zatytułowanym „Wstępne diagnozy nowych ssaków z północnego Luzonu, zebrane przez pana Johna Whiteheada”, opublikowanym w czasopiśmie The Annals and magazine of natural history. Gatunkiem typowym jest (oryginalne oznaczenie) luzonoszczur duży (C. melanurus).

### Etymologia
Carpomys: gr. καρπος karpos ‘owoc’; μυς mus, μυος muos ‘mysz’.

### Podział systematyczny
Do rodzaju należą następujące gatunki:
| Grafika | Gatunek            | Autor i rok opisu | Nazwa zwyczajowa  | Podgatunki         | Rozmieszczenie geograficzne                                                 | Podstawowe wymiary                                | Status IUCN |
| ------- | ------------------ | ----------------- | ----------------- | ------------------ | --------------------------------------------------------------------------- | ------------------------------------------------- | ----------- |
|         | Carpomys melanurus | O. Thomas, 1895   | luzonoszczur duży | gatunek monotypowy | północny Luzon (góra Data i Pulag); zakres wysokości: 2200–2300 m n.p.m.    | DC: 18–18,4 cm DO: 18–18,3 cm MC: około 165 g     | DD          |
|         | Carpomys phaeurus  | O. Thomas, 1895   | luzonoszczur mały | gatunek monotypowy | północny Luzon (Kordyliera Centralna); zakres wysokości: 2150–2500 m n.p.m. | DC: 16,6–17,5 cm DO: 15,6–16,1 cm MC: około 123 g | LC          |

Kategorie IUCN:  LC  – gatunek najmniejszej troski,  DD  – gatunki o nieokreślonym stopniu zagrożenia.
Opisano również gatunek wymarły z holocenu dzisiejszych Filipin (Luzon):
- Carpomys dakal Ochoa, Mijares, Piper, Reyes & Heaney, 2021